# Вулиця Миколи Пимоненка (Київ)
Ву́лиця Мико́ли Пимоне́нка — вулиця в Шевченківському районі міста Києва, місцевість Лук'янівка. Пролягає від вулиці Січових Стрільців до тупика. 
Прилучаються вулиці Студентська та Пилипівська.

## Історія
Вулиця виникла в середині XIX століття під назвою Монастирська — від Покровського монастиря, розташованого поряд (у тупику Бехтеревського провулку, паралельного вулиці Миколи Пимоненка). На мапі Києва 1913 року носить назву Монастирський Узвіз (на відміну від російського "Спуск" українське "Узвіз" означає "Підйом", у цьому конкретному випадку -- підйом від Глибочицької та Соляної до Покровського Монастиря). Сучасна назва на честь українського художника Миколи Пимоненка — з 1959 року.

## Забудова
Серед житлової забудови збереглося кілька старовинних будівель — № 8, 20, 2/58-А, 2/58-Б, 2/58-В та 2/58-Г. Будинок № 8 — колишній корпус хірургічного відділення Миколаївської лікарні, заснованої разом із Покровським монастирем (нині -- московського патріархату) великою княгинею Ольгою Петрівною. Будинок зведений за проектом архітектора Євгена Єрмакова в 1910—1911 роках.
На розі з вулицею Січових Стрільців розташовується старовинна садиба (буд. №№ 2/58-А, 2/58-Б, 2/58-В та 2/58-Г). Складається з наріжного (2/58-А) та рядового (2/58-В) будинків, а також двох дворових флігелів (2/58-Б та 2/58-Г). Будинки зведені в 1912—1913 роках у стилі пізнього модерну.

## Установи та заклади
- Міжнародний центр перспективних досліджень (буд. № 13-А)
- Київська міська стоматологічна поліклініка (буд. № 10-А)
- Поліклініка № 2 Шевченківського району (буд. № 10)
- Американський культурний центр «America House» (буд. № 6)